# Seiichirō Nakagawa
Seiichirō Nakagawa (中川 誠一郎, Nakagawa Seiichirō, Kumamoto, 7 de junho de 1979) é um ciclista olímpico japonês. Nakagawa representou seu país durante os Jogos Olímpicos de Verão de 2012, em Londres.